# Liste der Monuments historiques in Contigny
Die Liste der Monuments historiques in Contigny führt die Monuments historiques in der französischen Gemeinde Contigny auf.

## Liste der Bauwerke
| Bezeichnung       | Beschreibung                  | Standort | Kennzeichnung | Schutzstatus | Datum | Bild           |
| ----------------- | ----------------------------- | -------- | ------------- | ------------ | ----- | -------------- |
| Kirche St-Martial | Erbaut im 11./12. Jahrhundert | (Lage)   | PA00093068    | Inscrit      | 1927  | weitere Bilder |

## Liste der Objekte
- Monuments historiques (Objekte, z. B. Gemälde, Skulpturen, Altäre etc.) in Contigny in der Base Palissy des französischen Kultusministeriums